# Callichthys
Callichthys is een geslacht van straalvinnige vissen uit de familie van de pantsermeervallen (Callichthyidae).

## Soorten
- Callichthys callichthys (Linnaeus, 1758)
- Callichthys fabricioi Román-Valencia, Lehmann A. & Muñoz, 1999
- Callichthys oibaensis Ardila Rodríguez, 2006
- Callichthys serralabium Lehmann A. & Reis, 2004